# Search & Destroy: Live
Search & Destroy: Live es un Ep en vivo (en realidad una maqueta) de Sex Pistols y Sid Vicious. El Ep debía lanzarse supuestamente el Año 1986 pero al final nunca fue lanzado ni comercializado, contiene solo 3 Temas (2 de ellos son Medley) Search The Cat es un Medley entre Search And Destroy y I Killed The Cat y Supuestamente el tema 1 debía llamarse Sexless Pistols.

## Listados de temas
Todos los temas son Escritos por los Sex Pistols A Menos que se Indique.
1. Anarchy In The UK (en vivo 76' Club)/This Is Not A Love Song (En Vivo en Finlandia)/New York (En vivo en Atlanta) - 7:14
2. I Wanna Be Your Dog (Asheton/Iggy Pop) - 3:21
3. Search The Cat (Johnny Thunders) - 4:08

- El tema 2 del Ep I Wanna Be Your Dog es cantado por Sid Vicious como solista

- Datos: Q6122764